# Kraszna (comitaat)
Het comitaat Kraszna (Hongaars: Kraszna vármegye) is een historisch  comitaat in het vroegere Koninkrijk Hongarije. Het comitaat werd opgericht rond het jaar 1100, voor het eerst vernoemd in een bron uit 1164 en werd opgeheven bij de bestuurlijke hervorming van de Hongaarse comitaten in 1876. Daarna vormde Kraszna samen met het eveneens voormalige comitaat Közép-Szolnok grotendeels het nieuwe comitaat Szilágy.
Het comitaat lag aan de Crasna, een zijrivier van de Tisza. Kraszna had een oppervlakte van 1.148,8 km² en telde in 1870 62.714 inwoners. De hoofdplaatsen van Kraszna waren Krasznavár (Duits: Krassmarkt, Roemeens: Crasna), Valkóvár (Roemeens: Cetatea Valcău) en Szilágysomlyó (Duits: Schomlenmarkt, Roemeens: Șimleu Silvaniei).